# 11585 Orlandelassus
11585 Orlandelassus (tên chỉ định: 1994 RB17) là một tiểu hành tinh vành đai chính. Nó được phát hiện bởi Eric Walter Elst ở Đài thiên văn La Silla ở Chile ngày 3 tháng 9 năm 1994. Nó được đặt theo tên Orlande de Lassus, a Franco-Flemish composer of the 16th century.